# Lethrinus variegatus
Lethrinus variegatus là một loài cá biển thuộc chi Lethrinus trong họ Cá hè. Loài cá này được mô tả lần đầu tiên vào năm 1830.

## Từ nguyên
Tính từ định danh variegatus trong tiếng Latinh có nghĩa là "lốm đốm, loang lổ", hàm ý không rõ, có lẽ đề cập đến các đốm đen ở hai bên lườn của loài cá này.

## Phân bố và môi trường sống
L. variegatus có phân bố rộng rãi trên vùng Ấn Độ Dương - Thái Bình Dương, từ Biển Đỏ dọc theo Đông Phi trải dài về phía đông đến Palau và Tonga, ngược lên phía bắc đến quần đảo Ryukyu, giới hạn phía nam đến Úc. Loài này cũng xuất hiện tại quần đảo Hoàng Sa và quần đảo Trường Sa (Việt Nam).
L. variegatus sống gần các rạn san hô, trên nền đáy cát và thảm cỏ biển, độ sâu đến ít nhất là 150 m.

## Mô tả
Chiều dài cơ thể lớn nhất được ghi nhận ở L. variegatus là 20 cm. Thân có màu nâu hoặc xám, có khi màu xanh lục, nhạt hơn ở phần bụng, lốm đốm các vệt đen. Đầu thường có hai dải sẫm màu bên dưới mắt, một ở rìa dưới nắp mang và một ở khóe miệng. Các vây trong mờ hoặc sáng màu, vây đuôi có sọc màu sáng và sẫm.
Số gai ở vây lưng: 10 (gai thứ 4 thường dài nhất); Số tia vây ở vây lưng: 9; Số gai ở vây hậu môn: 3; Số tia vây ở vây hậu môn: 8; Số tia vây ở vây ngực: 13; Số vảy đường bên: 45–47.

## Sinh thái
Thức ăn của L. variegatus chủ yếu là những loài thủy sinh không xương sống nhỏ ở tầng đáy. Độ tuổi lớn nhất mà L. variegatus đạt được là 15 năm.
L. variegatus là một loài lưỡng tính tiền nữ, tức cá đực trưởng thành là từ cá cái chuyển đổi giới tính mà ra.

## Thương mại
L. variegatus có tầm quan trọng thương mại nhỏ, chủ yếu xuất hiện trong ngành đánh bắt thủ công. Thịt của những cá thể lớn được đánh giá cao.